# Shiban
Shiban (Sheiban) o Shayban (mongol: Шибан, Shiban, también escrito Siban; uzbeko: Shaybon / Шайбон) fue un príncipe de los primeros tiempos de la Horda de Oro. Era nieto de Gengis Kan, quinto hijo de Jochi y hermano menor de Batú Kan, fundador de la Horda de Oro. Sus descendientes fueron los shaybánidas, que adquirieron importancia unos dos siglos después.

## Invasión mongol de Europa
Shiban participó en la invasión mongola de Europa y realizó un ataque decisivo contra el ejército de Bela IV en la batalla de Mohi en 1241.

## Concesiones territoriales por la Horda de Oro
Como no había alcanzado la mayoría de edad cuando su padre murió en 1227, no recibió ninguna tierra en ese momento. Abulghazi dice que después de esta campaña, Batú le dio a Shiban tierras al este de los montes Urales en las partes bajas de los ríos Sir Daria, Chu y Sarysu como cuarteles de invierno y las tierras del río Ural que fluye del lado este de los Urales, como cuarteles de verano. Shiban también recibió 15.000 familias como regalo de su hermano Orda Kan, así como los cuatro Uruks de los kochi, los naimanos, los carlucos y los buirucos, mientras que le asignó como terreno de acampada todo el país que se encontraba entre el de su hermano Orda Ichin y el suyo propio. Así, las tierras de Shiban se encontraban un poco entre las de Batú y las de Orda y entre los montes Urales y el mar Caspio.